# 인형의 교실
《인형의 교실》은 MBC TV에서 1986년 10월 19일에 방영된 베스트셀러극장이다.
벽지 국민학교(지금의 초등학교) 교사와 학생들이 엮는 사제간의 정과 인정이 메마른 기성세대의 인간관계를 비교하여 비판하였다.
이 드라마는 극중에서 자꾸 물건이 없어지는 일에 대해 후반부에 설명이 되지만 다소 설득력이 부족했다는 평이 있었지만 주인공 역을 맡은 김혜수를 비롯한 새로운 출연진은 신선미를 주었다고 평했다.
한편, 1988년을 시대적 배경으로 한 드라마 《응답하라 1988》 제4회에서 이 드라마의 일부 장면이 자료 화면으로 쓰인다.

## 줄거리
오혜숙은 졸업 후 반년만에 강원도 산골 국민학교로 발령나서 마치 여행을 가는 듯한 마음으로 그곳에 도착한다.
하지만 반 아이들이 자신을 무시하는 드한 무표정한 얼굴에 당혹감을 느낀다.
웃옷을 벗어 놓고 수업을 시작하는데 어느 틈엔가 옷이 없어졌음을 알고 당황한다.

## 출연
- 김혜수(오혜숙)
- 정대홍
- 김영희
- 김광배
- 나한일
- 조형기
- 안시연(반장)
- 정대홍
- 나성균
- 김광배
- 나문희
- 박예숙
- 한창호
- 유정화
- 명보현
- 신수식
- 김언희
- 엄혜란
- 안수란
- 이승수
- 정원식
- 유성욱
- 백유권
- 안시연
- 탁재현
- 신정아
- 박지영
- 안은선
- 정현정
- 박승식
- 박창선
- 고정일
- 손미영
- 권진아
- 김미순
- 김미정
- 나신재
- 정현옥
- 나애경
- 원연규
- 임수택
- 어윤희